# Praephilotes anthracias
Praephilotes anthracias is een vlinder uit de familie Lycaenidae. De wetenschappelijke naam van deze soort is voor het eerst voorgesteld als Lycaena anthracias door Hugo Theodor Christoph in een publicatie uit 1877.
De soort komt voor in Centraal-Azië, ten oosten van de Kaspische Zee.

## Synoniemen
- Lycaena anthracias Lang, 1884,[1] naam geciteerd uit een manuscript van Staudinger